# 大井田村
大井田村（おおいだむら）は、かつて新潟県中魚沼郡にあった村。

## 沿革
- 1889年（明治22年）4月1日 - 町村制施行に伴い中魚沼郡尾崎村、四日町村、四日町新田村が合併し、大井田村が発足。
- 1901年（明治34年）11月1日 - 中魚沼郡中条村、新座村と合併し、中条村を新設して消滅。